# Dorothy Tangney
Dorothy Tangney, née le 13 mars 1907 à Perth (Australie) et morte le 3 juin 1985 dans la même ville, est une femme politique australienne. Membre du Parti travailliste, elle est sénatrice d'Australie-Occidentale de 1943 à 1968. Elle est la première femme élue au Sénat australien et l'une des deux premières élues au Parlement fédéral, avec Enid Lyons.

## Biographie

### Origines et études
Dorothy Tangney naît en 1907 dans le nord de Perth, en Australie-Occidentale. Adulte, elle affirmera être née en 1911. Elle est la troisième des neuf enfants nés d'Ellen (née Shanahan) et Eugene Tangney ; son père est né en Irlande et sa mère est d'origine irlandaise. Son grand-père paternel, Owen Shanahan, a aidé à l'évasion du républicain irlandais John Boyle O'Reilly d'Australie-Occidentale.
Elle passe ses premières années en Australie-Occidentale, où son père est conducteur de locomotive et ouvrier forestier. La famille vit un temps dans la région de Murchison puis à Holyoake et Marrinup. Quand elle a huit ans, son père trouve du travail dans la ville portuaire de Fremantle, où elle fréquente l'école du couvent St Joseph. Elle décroche une bourse pour rejoindre le St Joseph's College, vendant des billets de tombola afin de collecter des fonds pour payer son uniforme scolaire. Elle obtient son certificat de fin d'études à l'âge de 15 ans et commence une formation d'institutrice, combinant son travail d'enseignante avec des études à temps partiel à l'université d'Australie-Occidentale. Elle obtient un baccalauréat ès arts en 1927 puis un diplôme de troisième cycle en éducation en 1932.
Après plusieurs années à Fremantle, Dorothy Tangney commence à enseigner à la Claremont Central School en 1929. Elle s'implique dans un syndicat enseignant et devient vice-présidente de l'Association des parents et des citoyens d'Australie-Occidentale. Elle assiste à la conférence fédérale de l'organisation à Sydney en 1933 et est déléguée à la conférence pan-pacifique à Wellington, en Nouvelle-Zélande, en 1939.

### Débuts politiques
Dorothy Tangney et sa mère sont des membres actives de l'antenne de Claremont du Parti travailliste australien (ALP). Elle est finalement élue au comité d'organisation des femmes du Parti travailliste d'Australie-Occidentale, puis à l'exécutif du parti au niveau de l'État. Elle participe à la création du University Labour Club, dont elle devient ensuite la présidente. Elle est également la présidente-fondatrice du Fremantle Young People's Ideal Club en 1929, qui organise des activités pour les enfants de chômeurs, avant d'être absorbée par la Western Australian Young Labour League.
Elle se présente pour le siège de Nedlands aux élections locales pour l'Assemblée législative d'Australie-Occidentale en 1936 et en 1939, perdant les deux fois face à son adversaire nationaliste Norbert Keenan (en). Elle remporte la présélection travailliste en vue des élections sénatoriales de 1940, mais n'est pas élue.

### Sénatrice d'Australie-Occidentale

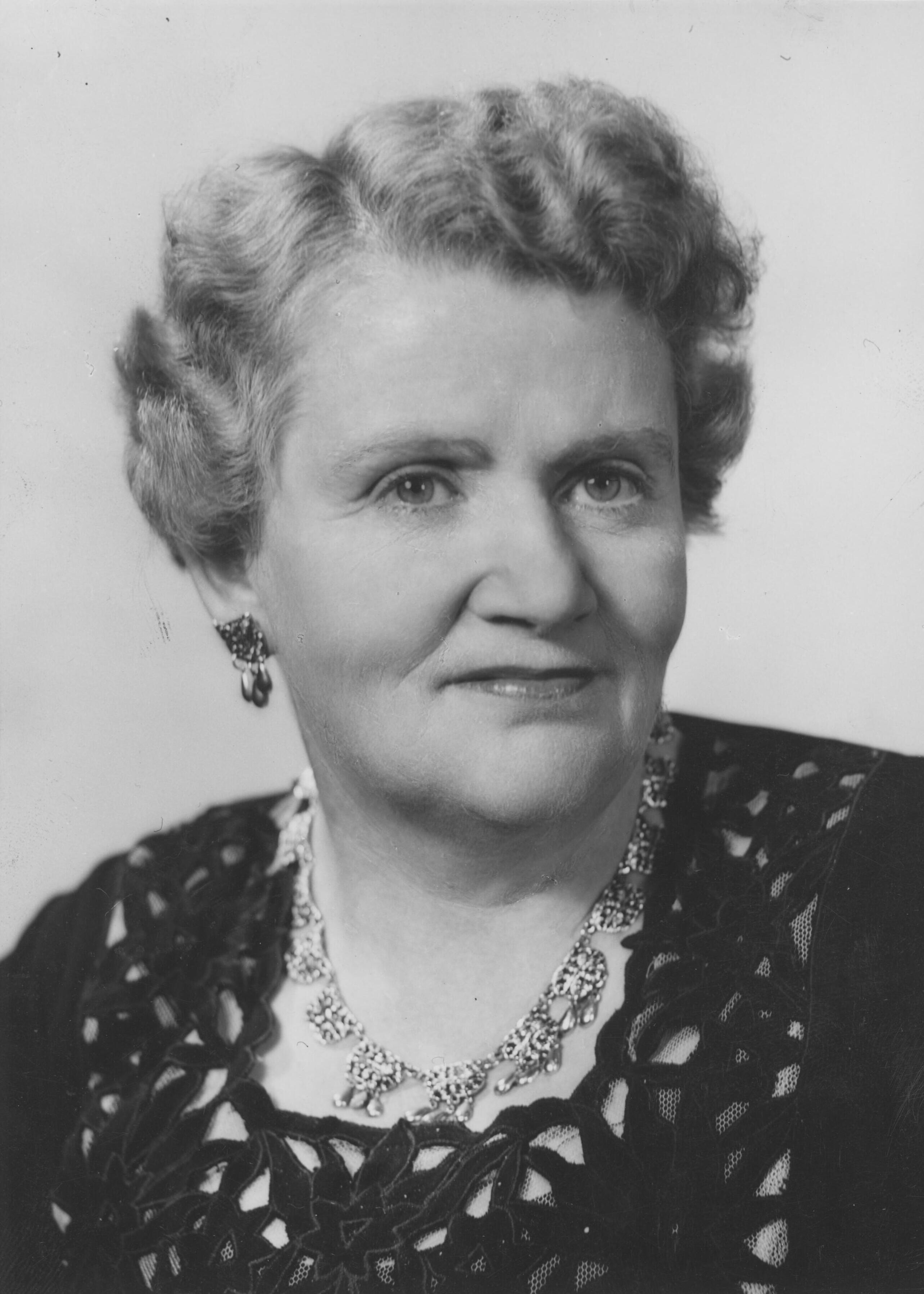
Dorothy Tangney dans les années 1950.

Dorothy Tangney est élue au Sénat lors des élections fédérales de 1943, afin de remplacer Bertie Johnston (en), mort en fonction. Elle est la première femme élue au Sénat dans l'histoire de l'Australie,,, son mandat commençant immédiatement après son élection ; Enid Lyons devient simultanément la première femme élue à la Chambre des représentants. Tangney prête serment six minutes avant Lyon.
Elle est réélue aux élections fédérales de 1946, 1951, 1955 et 1961, se classant à chaque fois première sur le ticket de l'ALP en Australie occidentale. Elle est battue aux élections de 1967 après avoir été reléguée à la troisième place sur le ticket. Son dernier mandat prend fin le 30 juin 1968, après avoir passé un peu moins de 25 ans au Sénat. Durant cette période, elle est la seule femme parlementaire membre de l'ALP. Elle est la femme parlementaire australienne à avoir siégé le plus longtemps, jusqu'à ce que Kathy Sullivan (en) batte ce record en 1999 puis Marise Payne en 2022. Elle est également la première femme à présider le Sénat par intérim, au début des années 1960.
Au Sénat, Dorothy Tangney « a activement promu les besoins et les intérêts des femmes et a fourni des canaux vitaux à celles qui l'ont contactée, soit individuellement, soit en groupes organisés, pour faire part de leurs préoccupations ». Elle soutient plus d'intervention de l'État fédéral dans les services sociaux, notamment pour les enfants, les veuves et les épouses abandonnées, l'augmentation de logements publics et l'introduction d'un système national de santé avec des prestations médicales et hospitalières. Elle appelle aussi à aide fédérale plus importante vis-à-vis des universités. Elle appuie la création de l'université nationale australienne (ANU) et, en 1951, est nommée au premier conseil de l'ANU, y siégeant jusqu'en 1968.
En 1954, Dorothy Tangney est élue à l'exécutif parlementaire de l'ALP avec le soutien de sa faction de gauche, bien que certaines de ses opinions sont considérées comme de droite. Elle est anti-communiste et s'oppose au mouvement de la Charte des femmes de Jessie Street, le décrivant comme « d'inspiration communiste ». Selon sa biographe Carmen Lawrence, elle « a projeté une vision assez conventionnelle de la féminité » et ne s'est pas décrite elle-même comme étant une féministe. Malgré son anticommunisme, Dorothy Tangney s'est opposée à l'implication de l'Australie dans la guerre du Vietnam, en particulier la mobilisation de militaires australiens dans le conflit, citant les expériences de sa famille dans les guerres précédentes. Elle fait pression pour la construction d'une base navale à Cockburn Sound, qui est finalement construite sous le nom de HMAS Stirling.

### Fin de vie
En 1968, malgré l'opposition de l'ALP aux décorations de l'Empire britannique, Dorothy Tangney devient la première femme née en Australie-Occidentale à être nommée dame commandeur de l'ordre de l'Empire britannique. Elle est décorée pour ses mandats au Parlement australien. À la retraite, elle reste active dans des causes communautaires et réside à Claremont jusqu'en 1978, date à laquelle elle emménage dans une maison de retraite. Elle meurt à Wembley, au nord-ouest de Perth, en 1985, à l'âge de 78 ans, et est enterrée dans la section catholique du cimetière de Karrakatta.

## Hommages

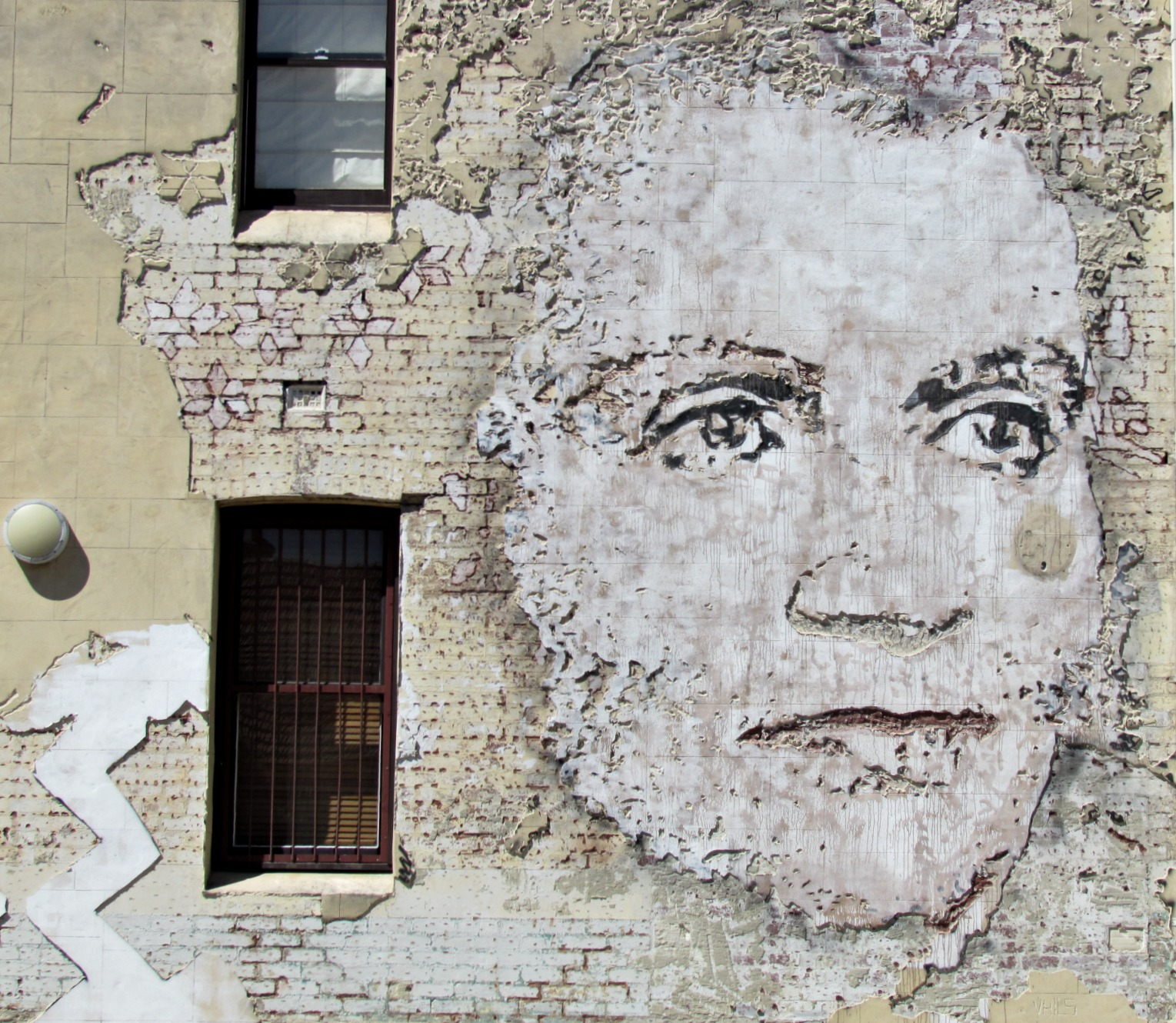
Sculpture murale à l'hôtel Norfolk.

- En 1974, la circonscription électorale de Tangney, en Australie-Occidentale, est nommée en son honneur.
- En 1993, avec Enid Lyons, elle figure sur un timbre-poste de l'Australia Post.
- En 1999, une rue de Canberra, anciennement connue sous le nom de « Administration Place », est renommée « Dorothy Tangney Place ».
- En 2001, elle est intronisée au Victorian Honour Roll of Women (en)[10].
- En 2013, l'hôtel Norfolk de Fremantle, en Australie-Occidentale, est décoré d'une sculpture murale représentant Dorothy Tangney. Elle a été sculptée par l'artiste portugais Vhils (alias Alexander Farto) et ses assistants[11].
- En mars 2023, une double sculpture en bronze de Dorothy Tangney et Enid Lyons est placée dans les jardins de l'ancien Parlement de Canberra. Les statues, sculptées par Lis Johnson, sont inspirées d'une photographie emblématique des deux femmes entrant ensemble dans le bâtiment lors du premier jour de la législature en septembre 1943[12].